# Rutger Castricum
Rutger Jeroen Castricum (Den Haag, 29 mei 1979) is een Nederlands journalist. Castricum staat bekend om zijn brutale en kritische manier van interviewen. 
Castricum maakt reportages en televisieprogramma's voor PowNed. Ook schuift hij regelmatig aan bij talkshows zoals Vandaag Inside en De Oranjezondag. Voorheen werkte hij als verslaggever voor GeenStijl en hij maakte programma's voor NPO Radio 1 en RTV Rijnmond. 

## Loopbaan
Castricum groeide op in Voorschoten en was leerling van het Adelbert College in Wassenaar. In 2002 rondde Castricum de School voor Journalistiek in Zwolle af. Na een stage bij RTV Rijnmond en het televisieprogramma Achtste dag maakte hij in 2005 en 2006 het programma Rutger Leert Stappen voor TV Rijnmond. In dat programma verkende hij het uitgaansleven van diverse bevolkingsgroepen, zoals gabbers en fanatieke computergamers. Bij TV Rijnmond maakte hij ook de programma's Wat is hier het nieuws, Rutger haalt de krant en Geloof 't of niet. Ook presenteerde hij voor Radio Rijnmond het programma Branie voor twee. Tevens was Rutger medepresentator in het programma Op en Top Nederland dat uitgezonden werd op de publieke en wereldomroep.

### GeenStijl
Van 2006 tot 2010 werkte Castricum voor het weblog GeenStijl. Voor die website maakte hij filmpjes en reportages. Het camerawerk werd het eerste jaar uitgevoerd door zijn vaste cameraman Twan Melssen. Castricum monteerde de filmpjes zelf. Sinds september 2010 tot eind 2014 maakte hij soortgelijke reportages voor het programma PowNews op NPO 3 die werden uitgezonden op televisie. Dit programma werd in 2015 vervangen door Studio PowNed waarvan hij de presentator werd. Op 22 mei 2008 presenteerde Castricum samen met Bridget Maasland de finale van de Gouden Kooi. Gedurende het Europees kampioenschap voetbal 2008 in juni 2008 heeft Castricum voor de landelijke televisiezender Veronica reportages in Oostenrijk en Zwitserland gemaakt onder de naam Trots Op Onze Jongens. Op Oudjaarsdag 2008 was Rutger op dezelfde zender de hele avond te zien vanuit Uruzgan, waar hij destijds verbleef en reportages maakte over het leven van de Nederlandse militairen.
Op 26 april 2007 werd Castricum met Melssen opgepakt terwijl hij voor GeenStijl onder de rokjes van vrouwen aan het filmen was in een parkeergarage. Uiteindelijk werd deze zaak geseponeerd.
Hij maakte in 2008 voor GeenStijl een interview met minister Ella Vogelaar over haar vermeende "Spindoctor". Vogelaar ontkende in het videofragment dat ze een spindoctor had en bleef vervolgens enkele minuten lang zwijgen tegenover Castricum, terwijl hij volhardend probeerde haar aan de praat te krijgen. Het voorval werd uitgeroepen tot "Het politiek moment van 2008" en eindigde op de derde plaats in het tv-programma Het TV-moment van het jaar 2008 op 10 januari 2009.

### PowNed
Castricum werkt als politiekverslaggever voor de omroep PowNed waar hij reportages maakt voor het dagelijkse programma PowNews. Hij is ook te zien in documentaires zoals Druk (2018), Marokko op 1, Emmen op 1 (2018) en het wekelijkse politieke programma De Hofbar. Daarnaast maakte hij vanaf maart 2020 het radioprogramma De Nacht van Rutger op NPO Radio 1 waar hij gespreksgasten ontvangt bij hem thuis. De laatste uitzending daarvan was in oktober 2021.
Sinds 2022 is Castricum te zien in Inclusief Rutger, waar hij met verschillende gasten praat over inclusiviteit. In 2023 was Castricum, samen met Roxane Knetemann, te zien in een aflevering van De gevaarlijkste wegen van de wereld. Datzelfde jaar verschenen de televisieprogramma's Taxi Castricum en Rutger en de Nationalisten.

### SBS6
Castricum is geregeld te gast bij talkshows van SBS6, zoals Vandaag Inside en de De Oranjezomer. Daar geeft hij zijn mening over het nieuws van de dag. 

### Kritiek
Hoewel Castricum zelf beweert dat hij met PowNews echt nieuws bracht, moest hij zich vaak verdedigen tegen het verwijt dat hij "afzeik-tv" zou maken. Voor dit genre wordt ook wel de term "hufterjournalistiek" gebruikt. Daarbij zou het doel zijn om mensen (vaak politici) voor de camera belachelijk te maken door impertinente vragen te stellen of door met een draaiende camera iemand op een voor hem of haar onaangename manier te verrassen of te betrappen ("overvaljournalistiek"). Castricum werd in februari 2012 op zijn werkwijze stevig bekritiseerd in het programma De Wereld Draait Door. Volgens presentator Matthijs van Nieuwkerk maakte hij daarbij zelf een bange indruk. Aanleiding voor de kritische vragen was het feit dat Castricum met trots aangaf te hebben bijgedragen aan de beslissing van Job Cohen om af te treden als partijleider van de PvdA.

#### Raad voor de Journalistiek
De Raad voor de Journalistiek oordeelde meermaals dat Castricum uit de bocht vloog tijdens zijn werkzaamheden. In een uitspraak uit 2024 maakte hij een geïnterviewde uit voor "moordenaar", waarna hij de geïnterviewde e-sigarettenverkoper geen ruimte bood voor verweer. In een eerdere uitspraak oordeelde de RvdJ dat Castricum zich ook meer liet leiden door gevoelens, dan door met feiten onderbouwde standpunten.

## Persoonlijk
Castricum is getrouwd en heeft drie zoons en een dochter.